# Ayuntamiento de Consuegra
El Ayuntamiento de Consuegra es la institución municipal que gobierna el municipio de Consuegra, en la provincia de Toledo, comunidad autónoma de Castilla-La Mancha, España.

## Sede
La sede del consistorio consabruense se encuentra en la casa consistorial, un edificio de estilo manchego ubicado en la Plaza de España. El inmueble presenta una estructura de dos plantas, con una arcada de pilares en la planta inferior que crea un espacio porticado. La fachada principal es de color blanco y está rematada en la parte superior por un reloj y un frontón triangular. El edificio cuenta con balcones con barandillas de hierro forjado en la segunda planta, y en el interior, los arcos de la planta baja se abren a un patio central.

## Alcaldes
| Periodo   | Nombre                                                                         | Partido | Partido       |
| --------- | ------------------------------------------------------------------------------ | ------- | ------------- |
| 1979-1983 | Antonio López Portillo                                                         |         | UCD           |
| 1983-1987 | Antonio López Portillo                                                         |         | Independiente |
| 1987-1991 | Manuel Gutiérrez Jiménez (1987-1988) Gumersindo Quijorna del Álamo (1988-1991) |         | PSOE          |
| 1991-1995 | Gumersindo Quijorna del Álamo                                                  |         | PSOE          |
| 1995-1999 | Gumersindo Quijorna del Álamo                                                  |         | PSOE          |
| 1999-2003 | Gumersindo Quijorna del Álamo                                                  |         | PSOE          |
| 2003-2007 | Antonio López Portillo                                                         |         | PP            |
| 2007-2011 | Benigno Casas Gómez                                                            |         | PSOE          |
| 2011-2015 | Benigno Casas Gómez                                                            |         | PSOE          |
| 2015-2019 | José Manuel Quijorna García                                                    |         | PP            |
| 2019-2023 | José Manuel Quijorna García                                                    |         | PP            |
| 2023-act. | María Luisa Rodríguez García                                                   |         | PSOE          |

## Concejales
Al consistorio de Consuegra le corresponden un total de 13 concejales, ya que se encuentra dentro de la escala de 5.001 a 10.000 habitantes, según lo establecido en el artículo 179 de la Ley Orgánica 5/1985, de 19 de junio, del Régimen General Electoral. La distribución de los concejales tras las elecciones municipales de 2023 es la siguiente:
- Partido Socialista Obrero Español (PSOE): 7 concejales
- Partido Popular (PP): 6 concejales

## Deuda
| Gráfica de evolución de la deuda viva del ayuntamiento en millones de euros entre 2008 y 2024 |
|                                                                                               |
| Deuda viva del ayuntamiento en millones de euros según datos de Datosmacro.com.               |

En 2024, la deuda por habitante en Consuegra ascendió a 220 €. La deuda total del municipio en ese año fue de 2.156 millones de euros. A lo largo de los últimos años, la deuda per cápita ha mostrado variaciones, destacando un aumento significativo en años anteriores, como en 2009, cuando alcanzó los 423 € por habitante.